# كارل فالنتين
كارل فالنتين (بالألمانية: Karl Valentin) من مواليد 4 يونيو 1882 في ميونيخ ووفيات 9 فبراير 1948 في بلانيغ قرب ميونيخ، ، هو كوميدي ومؤلف ومنتج سينمائي ومهرج من بافاريا، وهو أثر كثيرا على الثقافة الألمانية.
له أعمال مسرحية والطريف أن أعماله اتسمت بين الدادائية والتعبيرية. تركزت أعماله في معظمها حول الفن وبالالفاظ اللغوية الفصحى. انتقادات ألفريد كير له (بالألمانية: Wortzerklauberer) أي أنه الشخص الذي يمزق الكلمات باستخدام لغة القوة لانتزاع وتفتيت المعنى الاصيل، مما يبين عن فالنتين فوضويتة اللغوية.
بيرتولت بريشت (بالألمانية: Bertolt Brecht)، وهو عضو سابق في مجموعة فالنتين، ذكر أن كارل فالنتين هو من كان يدرس له كيف يكتب المسرحيات.
ويعتبر هذا الفنان العظيم مؤسس الجذور الفنية في ميونيخ.
من أشهر أقواله: (بالألمانية: "Fremd ist der Fremde nur in der Fremde") بمعنى «الغريب في الغربة هي فقط الغربة بحد ذاتها».

## روابط خارجية
- كارل فالنتين على موقع IMDb (الإنجليزية)
- كارل فالنتين على موقع مونزينجر (الألمانية)
- كارل فالنتين على موقع ميوزك برينز (الإنجليزية)
- كارل فالنتين على موقع أول موفي (الإنجليزية)
- كارل فالنتين على موقع قاعدة بيانات الأفلام السويدية (السويدية)
- كارل فالنتين على موقع ديسكوغز (الإنجليزية)
- كارل فالنتين على موقع قاعدة بيانات الفيلم (الإنجليزية)
- كارل فالنتين على موقع كينوبويسك (الروسية)